# 161913 Hunyadi
161913 Hunyadi este o planetă minoră (asteroid) din centura de asteroizi. A fost descoperită pe 5 martie 2007 la Piszkéstetői Obszervatórium⁠(d) de Krisztián Sárneczky⁠(d) și a fost numită după Familia Huniadi. 
Obiectul prezintă o orbită caracterizată de o semiaxă mare de 2,2293710285805 UAi, o excentricitate de 0,14503761729929, o înclinație de 6,8423570506323 ° în raport cu ecliptica.